# Anna Kozlova (natation)
Pour l’article homonyme, voir Anna Kozlova (journaliste, écrivaine et scénariste russe).
Anna A. Kozlova, née le 30 décembre 1972 à Leningrad (RSFS de Russie), est une pratiquante de natation synchronisée naturalisée américaine ayant participé à trois Jeux olympiques.

## Carrière
Après avoir été aux Jeux olympiques de 1992 avec l'équipe unifiée et avoir gagné quatre Championnats d'Europe sous les couleurs de l'Union soviétique et de la Russie, elle s'exile aux États-Unis en 1993. Elle manque les Jeux olympiques de 1996, à cause d'une attente de cinq ans pour obtenir la citoyenneté américaine. Elle nage sous les couleurs de son nouveau pays aux Jeux olympiques de 2000. Elle remporte deux médailles d'or aux Jeux panaméricains de 2003, et joue ses troisièmes et derniers Jeux olympiques en 2004, décrochant deux médailles de bronze : en duo avec Alison Bartosik ainsi qu'en ballet avec Alison Bartosik, Tamara Crow, Rebecca Jasontek, Sara Lowe, Lauren McFall, Stephanie Nesbitt et Kendra Zanotto.